# Крочева, Алина Вячеславовна
Алина Вячеславовна Крочева (29 мая 1993 г., Москва) — российская певица.

## Биография

### Детство и юность
Родилась в Москве. Петь начала с детства, посещая многочисленные музыкальные кружки и театральные секции и играя в школьных постановках поющие роли. Первая музыкальная видеоработа — клип «Золушка», снятый во время обучения в 3-м классе. Однако до окончания школы не воспринимала музыку как потенциальное «дело жизни».
По специальности Алина Крочева — искусствовед. Образование получила в Великобритании. Алина училась на искусствоведческом факультете в University of Saint Andrews, в Шотландии, затем перевелась в University College London, его и закончила. В дальнейшем получала образование в Нью-Йорке в образовательных департаментах аукционных домов Sotheby’s и Christie’s, изучала арт-менеджмент и право в сфере искусства.

### Музыкальная карьера

#### 2013—2017 гг.
Всю жизнь занималась вокалом. Живя в Лондоне, Алина часто выступала в местных клубах на открытых микрофонах и с сольными концертами. В Москве первый раз вышла на сцену клуба Б2 летом 2013 года.
В этот же период прошли концерты в Wunderbar, Музпабе, джаз-клубе «Кино». Репертуар певицы составляли композиции на английском языке.

#### 2017—2019 гг.
В 2017 году Алина вернулась в Москву и поступила в бизнес-школу RMA на факультет музыкального менеджмента.
В процессе обучения создала группу «Лаванда Джаз», в которой певица долгое время пела джаз и композиции советской эстрады. «Лаванда джаз» выступала на всех знаковых джаз-сценах Москвы: джаз-клуб Алексея Козлова, «Союз Композиторов», клуб «Jam» Андрея Макаревича, «Forte», клуб «Март», «16 тонн».
В 2017 году группа была приглашена открыть Церемонию вручения премий на Московский международный фестиваль корпоративных видео.
В 2019 году коллектив принимал участие в фестивале Усадьба Джаз в Сочи.

#### 2019 — настоящее время
В 2019 году певица, отказавшись от продолжения развития группы «Лаванда джаз», выпускает первый сингл под именем «Алина Крочева» — «Плюшевый пёс».
В том же году вышел второй сингл «Гололёд».
В 2020 году Алина была приглашена на фестиваль «Таврида Арт» и книжный фестиваль «Красная площадь».
В 2020 году выпустила первый миниальбом «Будь со мною нежным», состоящий из авторских прочтений советских композиций.

Среди авторов — Оскар Фельцман, Марк Фрадкин, Александр Колкер и др., среди ранних исполнителей — Клавдия Шульженко, Анна Герман, Мария Пахоменко, Леонид Утёсов.
Голос у Алины Крочевой — медовый, бархатный, обволакивающий, в нем есть и немножко чуть-чуть детской непосредственности. Это — извините за вычурность — словно сладкие вокальные ворота в ту добрую сказку, какой в ее версии оказывается эпоха 60-х. Когда Алина этим голосом самозабвенно поет песню, исполнявшуюся рано погибшей ленинградкой Лидией Клемент: «Если б не было в мире влюбленных… Почтальоны бы в сумках своих запыленных / Не носили бы ласковых слов», под его гипнозом хочется отчаянно рассылать такие слова всем, кому в нынешнем холодном мире их смертельно не хватает.

Артур Сазонов, ГБР
В 2021 году выпустила альбом «Замри», включающий в себя пять авторских композиций.

Сингл 2019 года «Плюшевый пёс», вошедший в этот альбом, стал лауреатом Премии «На Благо Мира-2020».
Песня «Зима», если прислушаться, содержит элементы самбы и латино, но они настолько органично вплетены в беззащитный саунд шестидесятых, будто трек прошёл худсовет и утверждён лично председателем Гостелерадио СССР Сергеем Лапиным.

Алексей Мажаев, Интермедия.
Запись альбома проходила на Тонстудии «Мосфильм», в ней участвовали пианист Алексей Рябухин, гитарист Александр Горох, саксофонист Евгений Игнатов, барабанщики Александр Слутвинский и Александр Попов, басист Анатолий Кожаев, перкуссионист Over Serrano, оркестр Opensound Orchestra под руководством дирижера и скрипача Станислава Малышева и виолончелистки Ольги Калиновой, звукорежиссер записи и сведения Андрей Левин, мастеринг-инженер Диана Горовая.
Оба альбома были вживую презентованы аудитории в мае 2022 года в московском клубе «Март».
Алина является действующим резидентом программы «Доброе утро» на Первом канале и многих программ федеральных радио: Маяк, Вера, Радио России, Медиаметрикс и др.

## Дискография

### Синглы
1. Плюшевый пёс (2019)
2. Гололёд (2019)
3. Если б не было в мире влюблённых (2020)

### EP
1. Будь со мною нежным (2020)
2. Замри (2021)